# SAS.Планета
SAS.Планета — программа с открытым программным кодом, объединяющая в себе возможность скачивания и просмотра карт и спутниковых фотографий земной поверхности разнообразных картографических веб-сервисов. 

## Основные возможности
SAS.Планета предоставляет единый интерфейс загрузки и обработки картографического материала, что помогает решить следующие задачи:
- Несмотря на наличие в сети множества геосервисов, предоставляющих возможность просмотра картографического материала, все они разнятся в качестве и форматах, предоставляемых материалов (по таким параметрам как масштаб карт, охват территорий, отображаемые объекты и пр.), что затрудняет поиск нужной карты.
- Ограничения доступа к большинству таких сервисов, когда пользователь имеет возможность просмотра карты только в браузере, зачастую тратя лишний трафик на загрузку одних и тех же областей.
- Невозможность или трудность для пользователя отдельных геосервисов сохранить необходимый ему участок карты для того чтобы использовать его в своих нуждах (например, в программах для навигации).

## Поддерживаемые геосервисы
По умолчанию в поставку программы не включена поддержка никаких карт и необходимо скачивать пресеты для карт отдельно. Сайты, где размещен архив с пресетами часто бывают недоступны или перестают работать, поэтому нужно отыскать архив с пресетами дополнительно. В том числе на форумах и соцсетях, где обсуждается использование программы.

## Возможности программы помимо загрузки карт
- Измерение расстояний;
- Формирование карты заполнения слоя — эта функция позволит просматривать загружены ли в кэш определённые области на карте;
- Сохранение части карты в одно изображение, которое можно просмотреть и обработать в любом графическом редакторе, а также использовать в других ГИС-приложениях, например, в OziExplorer (для которого программа создаст файл привязки);
- Сохранение мест на карте;
- Карта обзора — обозначает местоположение того объекта, который в данный момент просматривается, а также позволяет быстро перейти к любому другому месту на карте;
- Просмотр карты в полном экране — удобно при невысоком разрешении экрана;
- Конвертация из одного слоя всех предыдущих — эта опция позволяет существенно сократить расходуемый интернет трафик (например, можно скачать фото местности только в максимальном увеличении, а все остальные масштабы сформировать на его основе);
- Отображение файлов KML;
- Загрузка и отображение объектов Wikimapia;
- Добавление пользовательских карт;
- Возможность использования GPS-приёмника для навигации.

## Использование
Программа, среди прочих, применяется пользователями, активность которая связана с различными активностями на суше и на воде. Где необходима подготовка карт, например, в яхтинге. Программа используется во время учебы и исследовательских работах.